# 直布羅陀國際機場
直布羅陀國際機場（英語：Gibraltar International Airport）是位於歐洲直布羅陀的機場，屬軍民合用機場 ，由英國國防部屬下的英國皇家空軍管理。
直布羅陀機場十分接近市中心，距離市中心只有約500米。2004年，機場共處理了314,375名旅客及380噸貨物。值得一提的是，直布羅陀機場是全球少有的终端管制空域为A级空域的机场之一。

## 歷史

1941年11月，直布羅陀機場建設期間使用的一架推土機和壓路機。

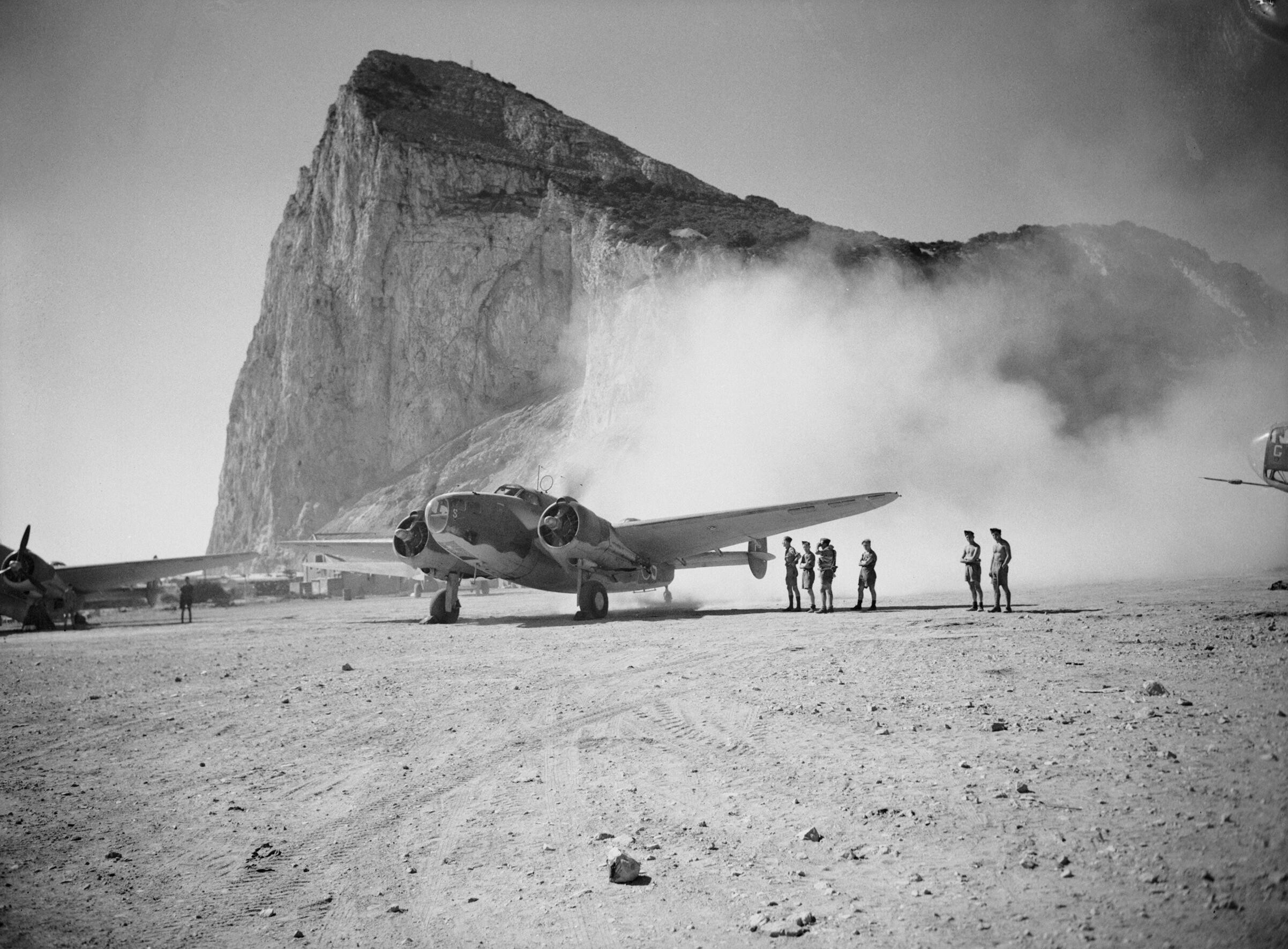
1942年8月，皇家空軍編號233號的洛歇Hudson型戰鬥機正離開直布羅陀機場。

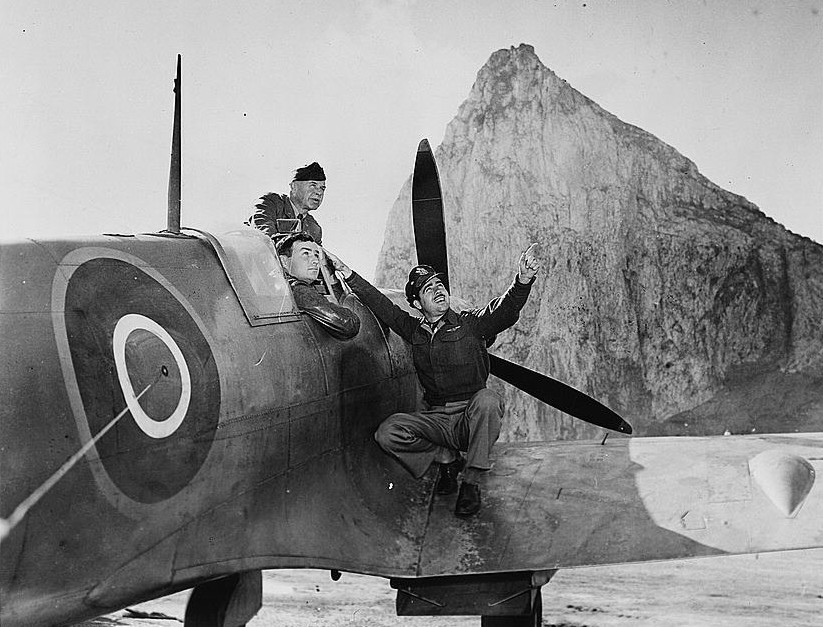
1942年，美國空軍在直布羅陀機場觀察在飛行中的另一個戰鬥機的噴火性能。

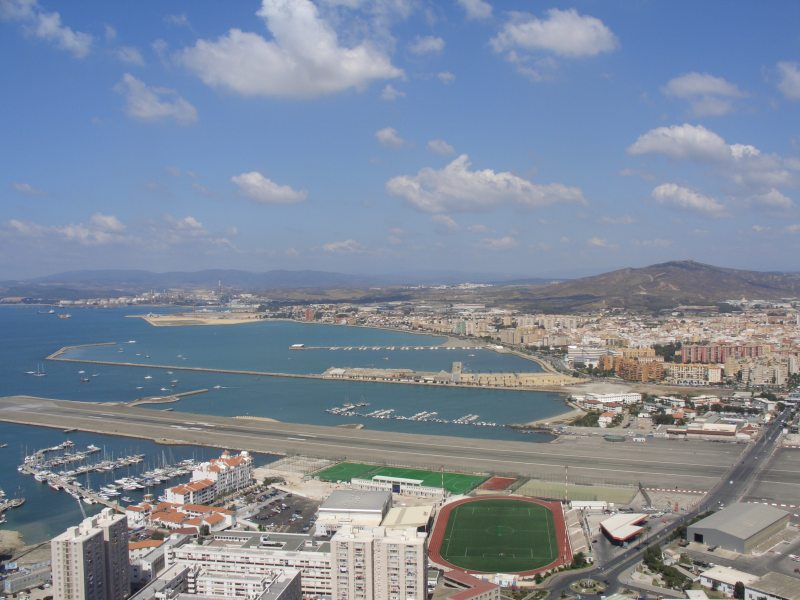
直布羅陀機場全景。

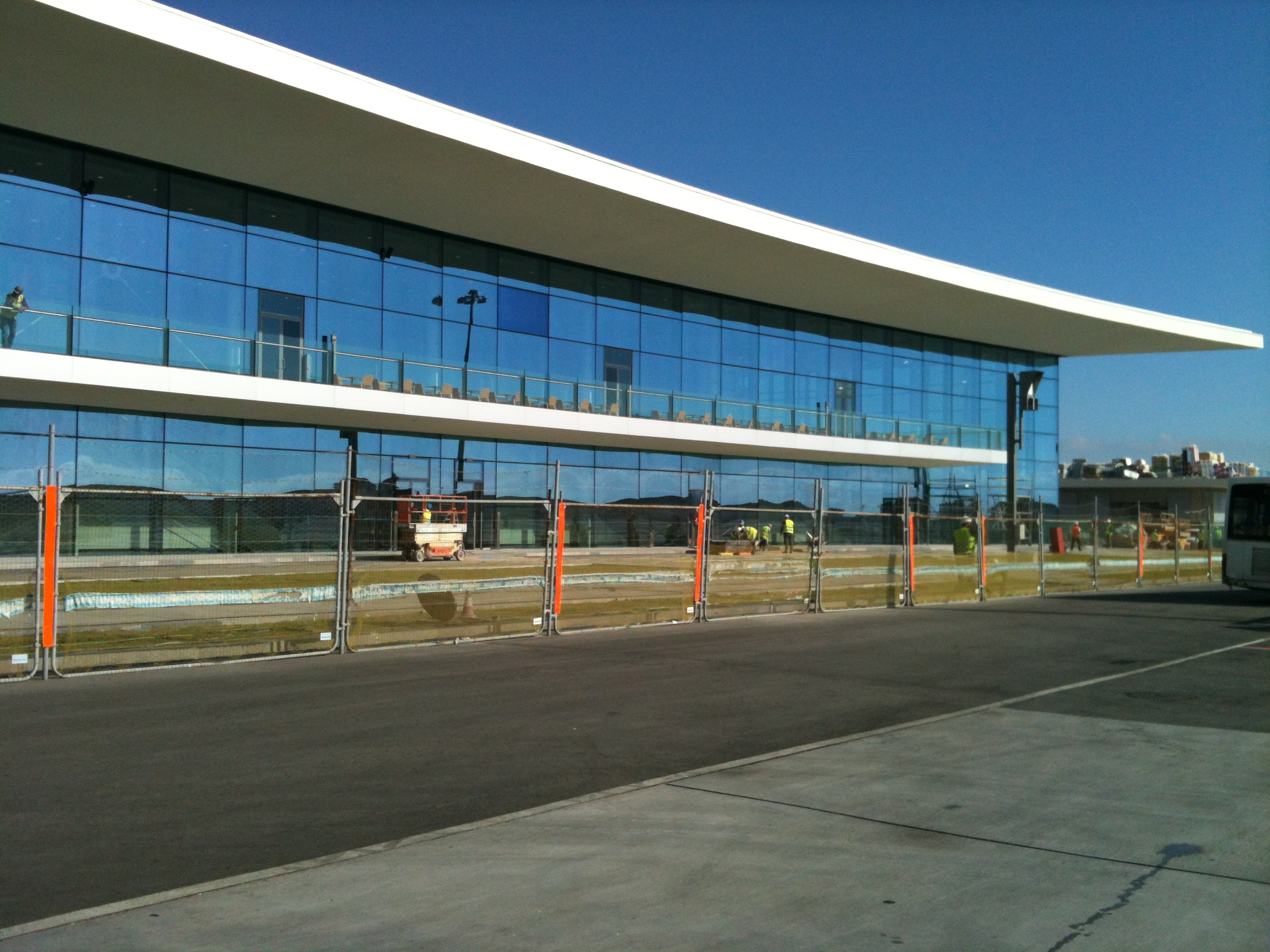
2011年，新直布羅陀機場接近完成。

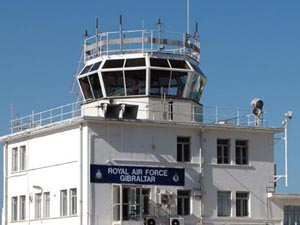
直布羅陀機場控制塔台。

此機場在第二次世界大戰時興建，於1939年投入營運，初期用作英國皇家海軍的緊急航空基地。及後，跑道透過在直布羅陀海灣填海方式延長，但當時西班牙聲稱該處水域乃屬西班牙領土，更一度引致西班牙和英國之間的外交關係緊張起來。跑道延長後，可容許較大型的飛機在直布羅陀降落。
1987年12月2日，英國和西班牙政府簽署了同意書，以容許兩國的民航客機均可在直布羅陀機場升降。
2006年9月18日，英國、西班牙和直布羅陀簽署了科多巴條約（Córdoba Accord），自此以後，所有來往直布羅陀機場的民航班機限制統統取消。
2006年11月17日，西班牙國家航空宣佈開辦從馬德里巴拉哈斯國際機場往返直布羅陀的直航服務，使用A319型客機飛行。這是自1979年直布羅陀土地爭論後，再次有西班牙客機在直布羅陀升降。該航班已於同年12月16日開始投入服務。
2007年5月，GB航空也開辦往返馬德里和直布羅陀的航班，但已於同年9月30日終止。
2008年9月12日，君主航空恢復於2006年7月停辦的曼徹斯特往返直布羅陀航班，每周3班（逢星期一、三、五提供服務）。同年9月22日，西班牙國家航空宣布，基於需求問題，由9月28日起停辦從馬德里往返直布羅陀的航班，此令直布羅陀機場再度沒有來自西班牙的航班升降。
2010年12月，易捷航空宣布開辦利物浦往返直布羅陀航線，逢周二、四、六提供服務。
2011年5月18日，英倫航空宣布由2012年3月31日起開辦往返東米特蘭及直布羅陀的航線，以波音737-300飛行，逢周二、四、六提供服務。
直布羅陀機場現有的客運大樓由於面積太小，加上行車道路溫斯頓·丘吉爾大道橫跨跑道，大大限制了機場的運作。現時，每日有3班客機往返倫敦格域機場及魯頓機場，繁忙的日子更每天有多達7個航班升降。每當有航班升降時，溫斯頓·丘吉爾大道需封閉10分鐘，有些時候更需封閉達2小時，因此需進行升級工程。
擴展項目包括：
- 興建一幢面積20,000平方米，樓高兩層的新客運大樓，面積較現有的客運大樓大3倍。新的客運大樓將會設有4個登機閘口和3條個行李認領輸送帶，每年將可處理旅客人次達100萬[5]。
- 客運大樓的東面設置一幢樓高3層，共220個泊車位的新停車場。
- 橫跨跑道的溫斯頓·丘吉爾大道將會留在原地，但只限緊急時才開放使用。一條全新的雙程分隔車道將會繞過客運大樓東面，並設有一條隧道橫跨跑道地底，在跑道的另一端，則連接著一個迴旋處和Devils Tower Road。至道跑道北面，離開隧道後，設有一條與機場邊界平行的新道路。之後該道路會一分為二，一條繞著機場邊界而行，另一條則通往客運大樓、北端及溫斯頓·丘吉爾大道[6]。
- 東海灘（英语：Eastern Beach, Gibraltar）將會興建另一幢新停車場，而Devil's Tower Road上會興建一幢兩層高的設施大樓[6]。

新客運大樓於2007年年底動工興建，並於2008年完成。至於設有4條行車線的新道路和隧道，則於2008年1月動工，計劃於2009年年初完成，但延至2011年-2012年分階段投入服務。由於新客運大樓的位置並非位於原有客運大樓的位置，因此工程進行期間，機場運作不會受到影響。新客運大樓可應付大幅增長的旅客數目，而跑道下的隧道則可減低車輛行程因飛機升降而造成的延誤。隧道則多番延遲至2023年3月31日啟用。

## 特色

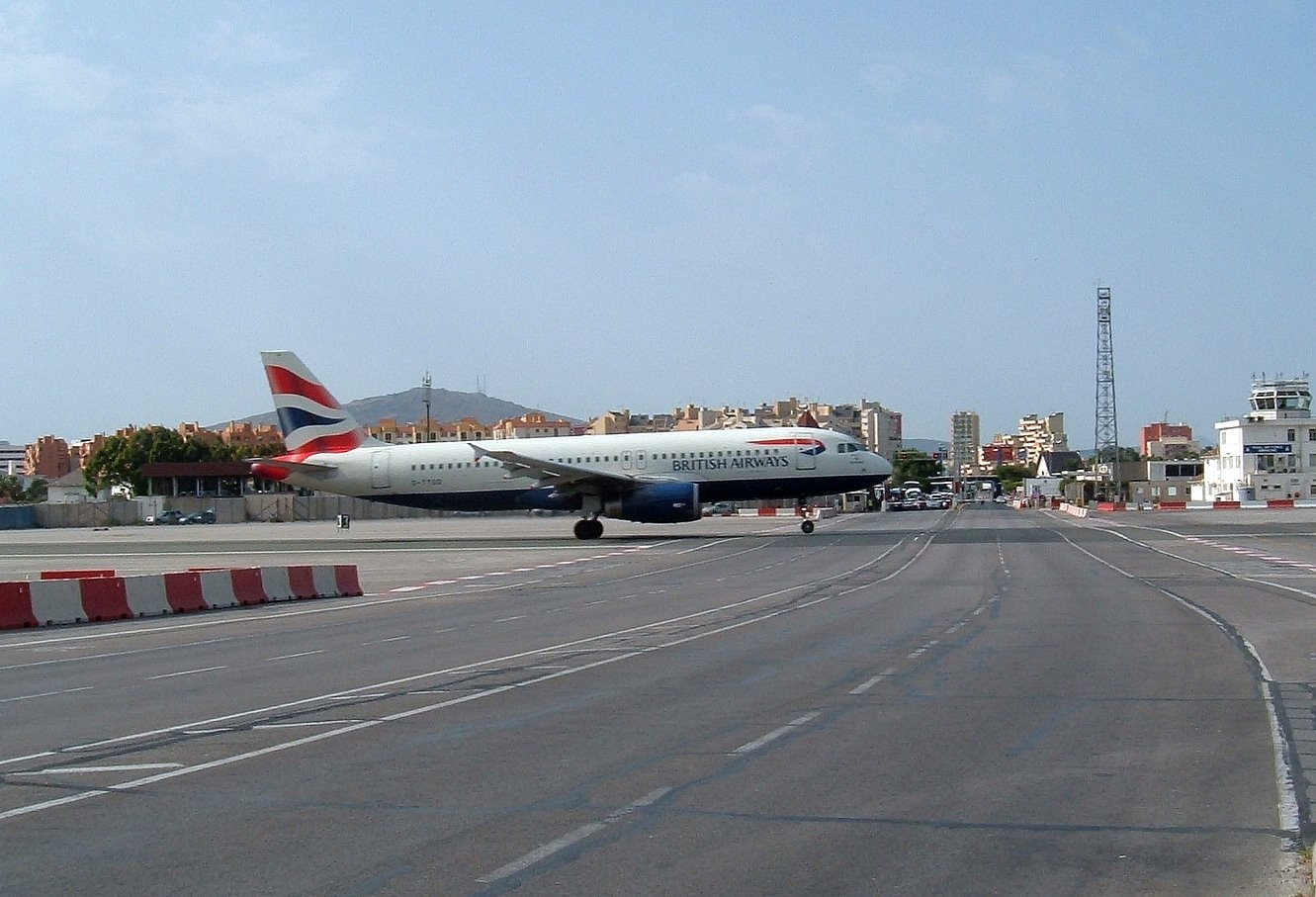
准备起飞的飞机正在横跨行車道路

- 由於其跑道長度只有1,829米（6,000呎），因此大型廣體客機一般上也不能安全升降，故航空公司只能用小型窄體飛機服務直布羅陀的航班（最大也只是波音737或空中巴士A320系列）[8]
- 有一條行車道路橫跨跑道，全球罕见。[9]

## 新車道

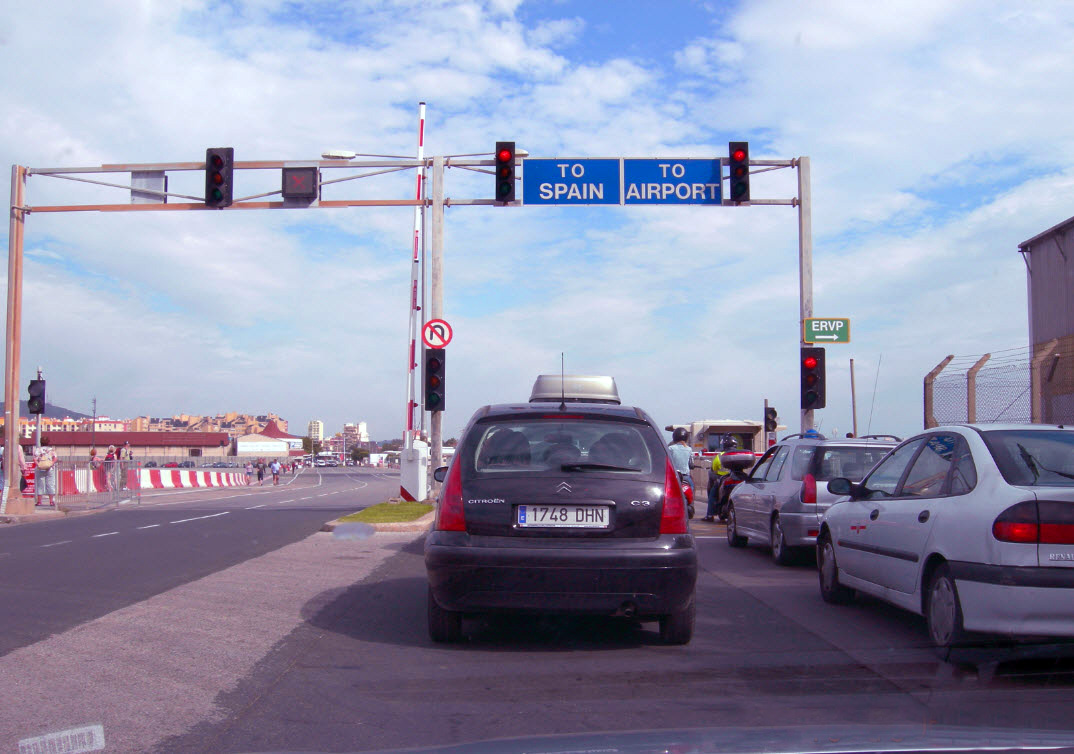
位於溫斯頓•邱吉爾大道與直布羅陀國際機場跑道交叉口的管制閘門

一條新的雙程車道也在建設中。它將通過新的航站樓，並在跑道的東部邊緣通過下面的隧道，並通過一條環形交叉路口與跑道對面的魔鬼塔路連接。在經過跑道下面的公路隧道後，新的道路將平行於邊界行駛，經過飛機終點站飛行段。然後路將分為兩條，一條通往環路和邊界的道路，另一條通往航空港，北面和溫斯頓·邱吉爾大道。

## 航空公司和目的地
| 航空公司           | 目的地                        |
| ------------------ | ----------------------------- |
| 英國航空           | 倫敦-希斯路                   |
| 易捷航空           | 布里斯托、倫敦-格域、曼徹斯特 |
| 摩洛哥皇家快運航空 | 卡薩布蘭卡、坦吉爾            |

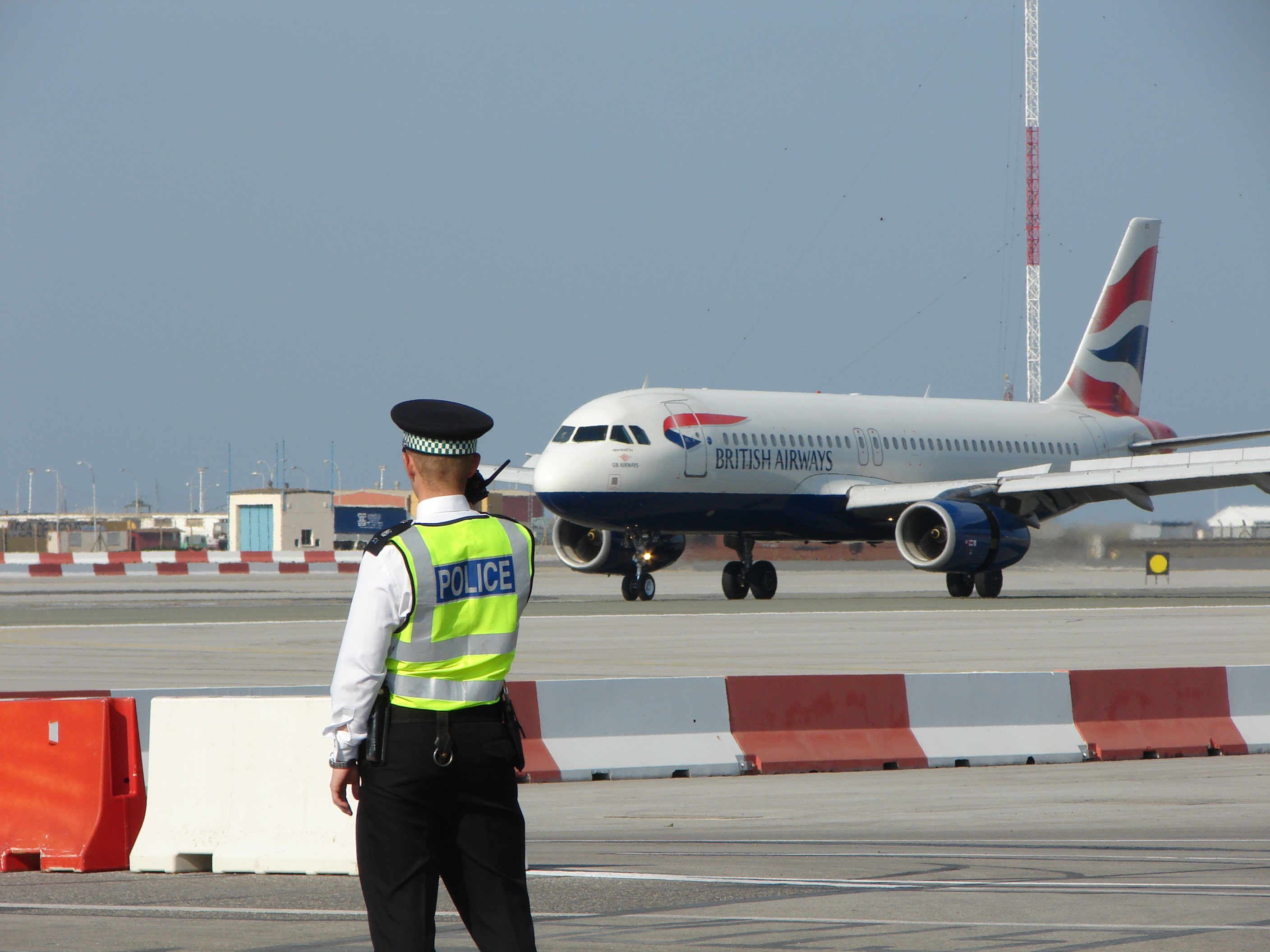
一架英國航空A320客機在直布羅陀機場降落
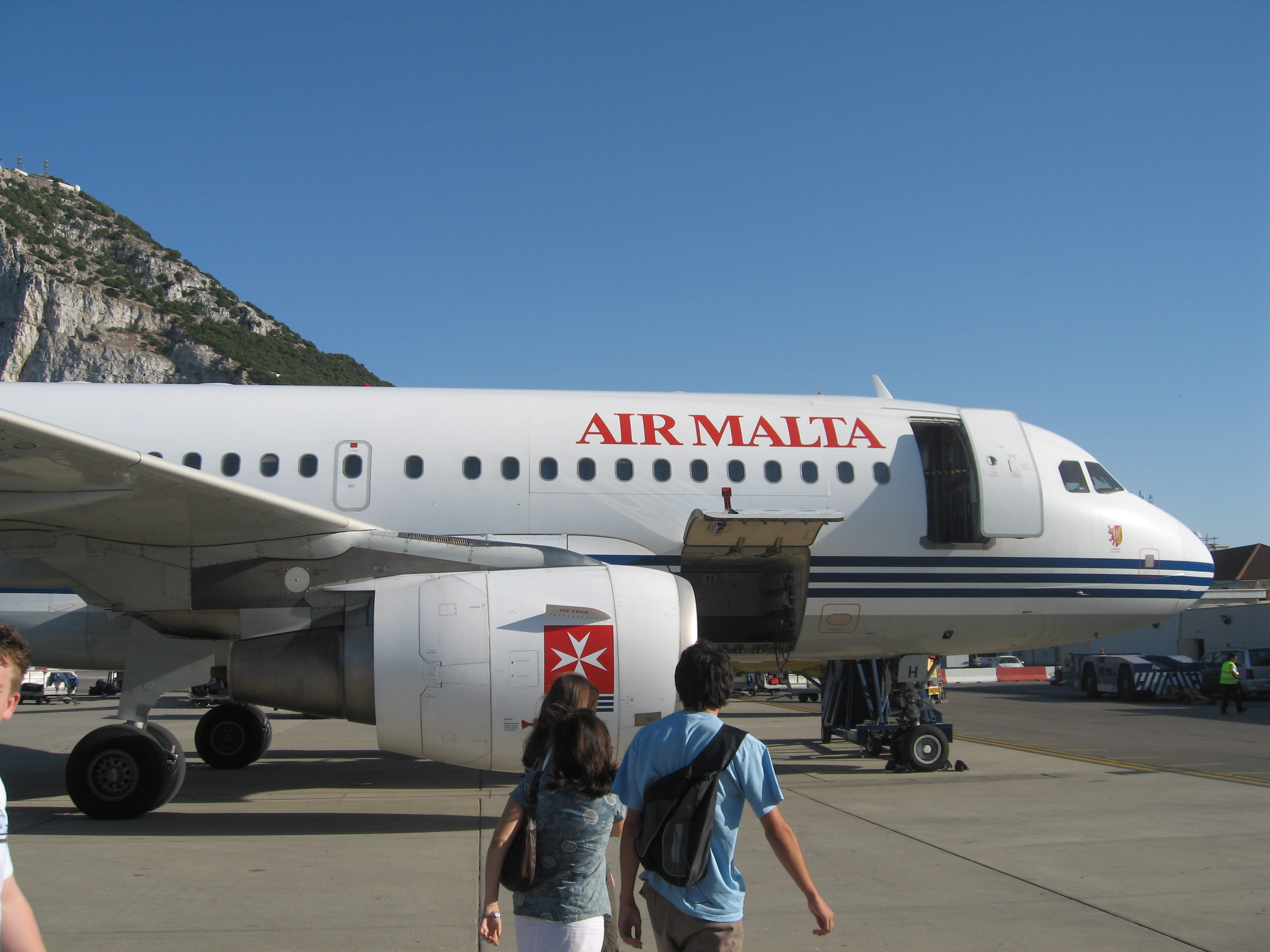
一架馬耳他航空客機在直布羅陀機場停泊中
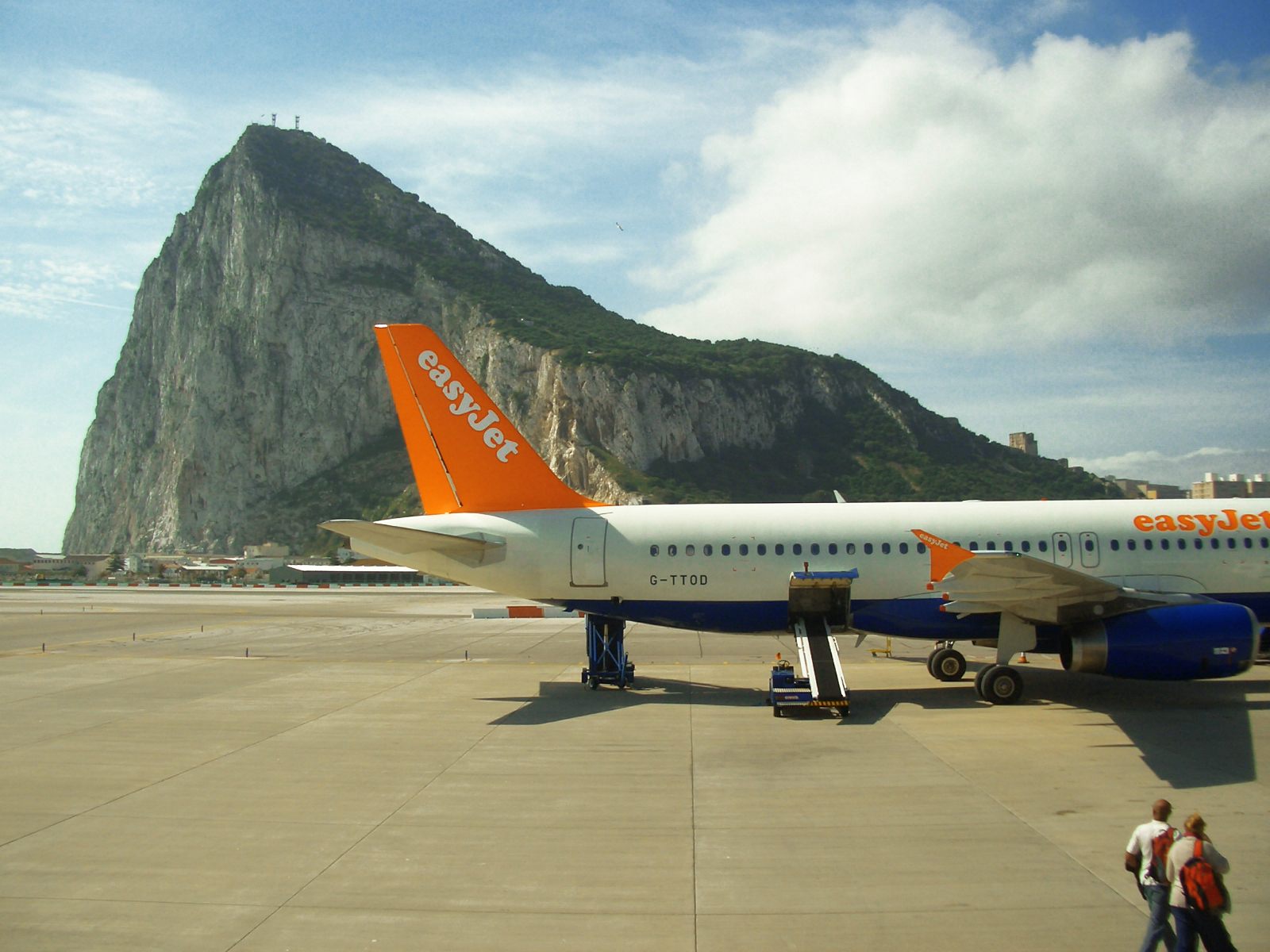
貼有易捷航空標誌的前英航A320客機停泊在直布羅陀機場
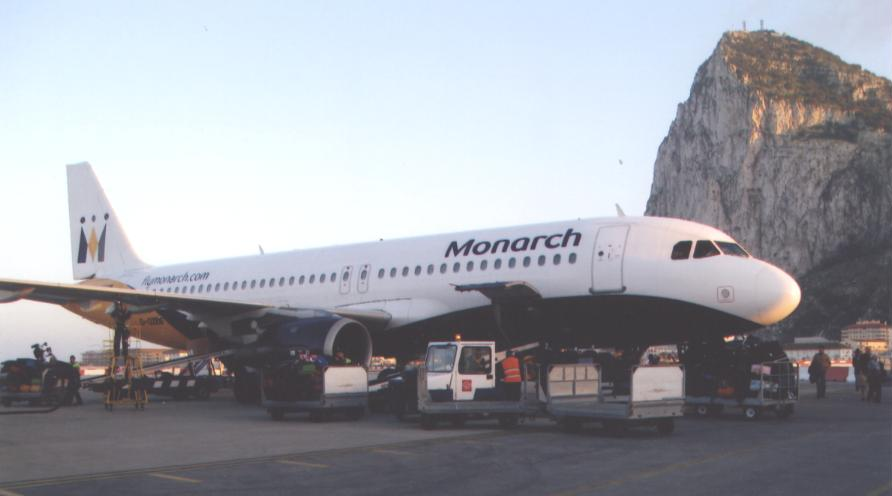
準備飛倫敦的君主航空A320客機正在上貨中（2008年3月）
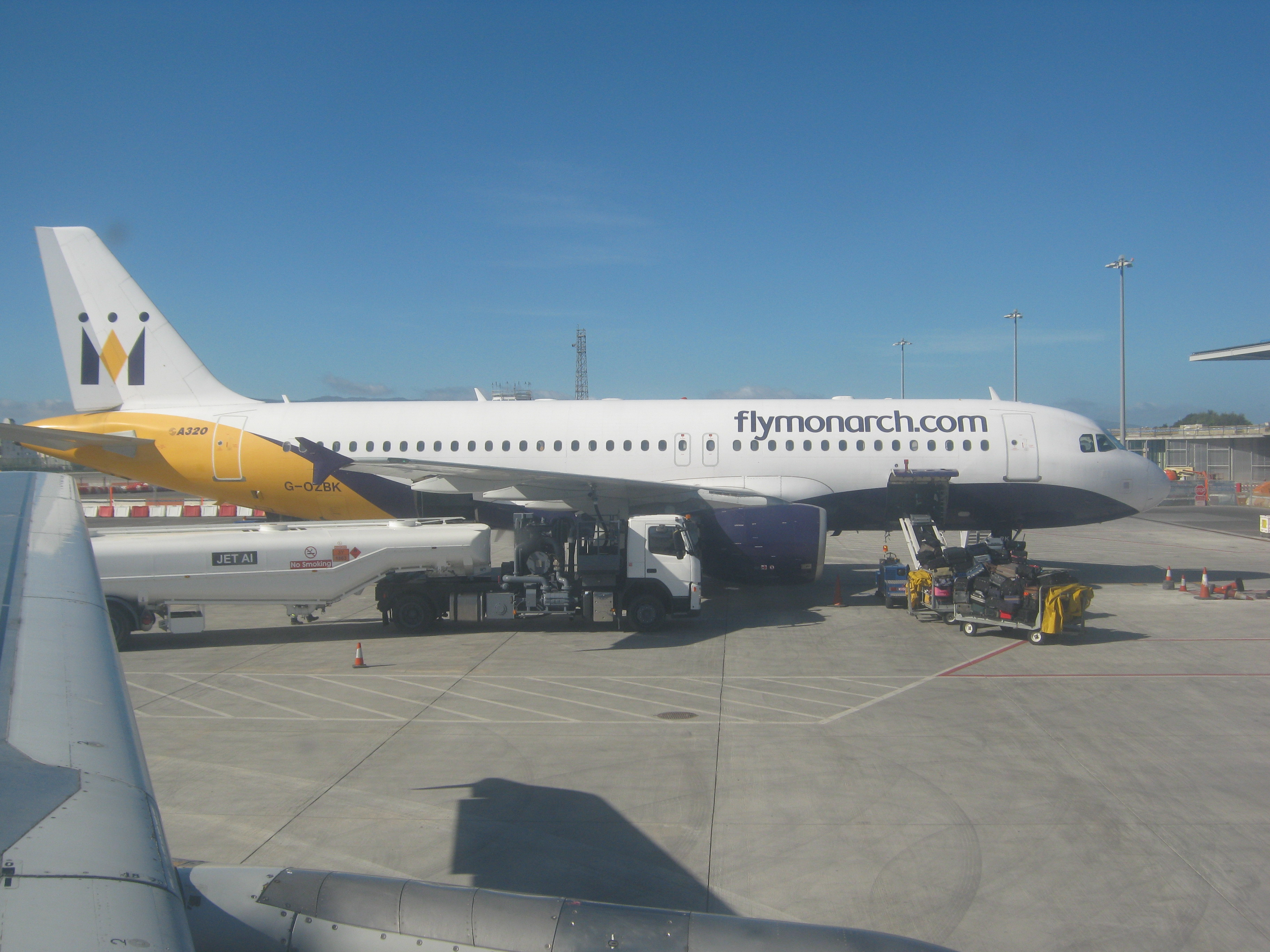
君主航空A320客機在閘口前，準備飛往倫敦
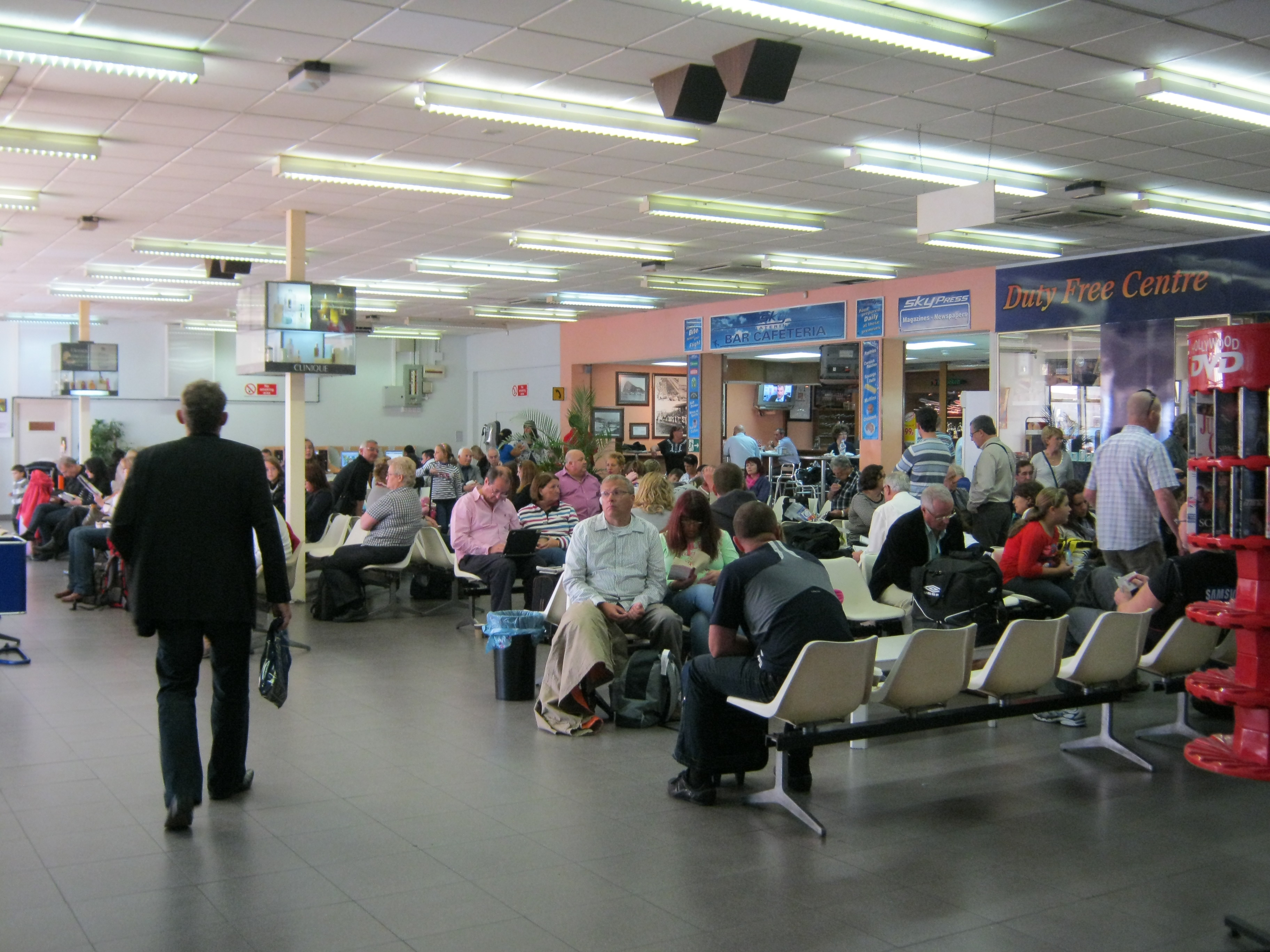
離境大堂貴賓室及登機區
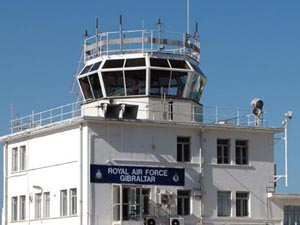
控制塔
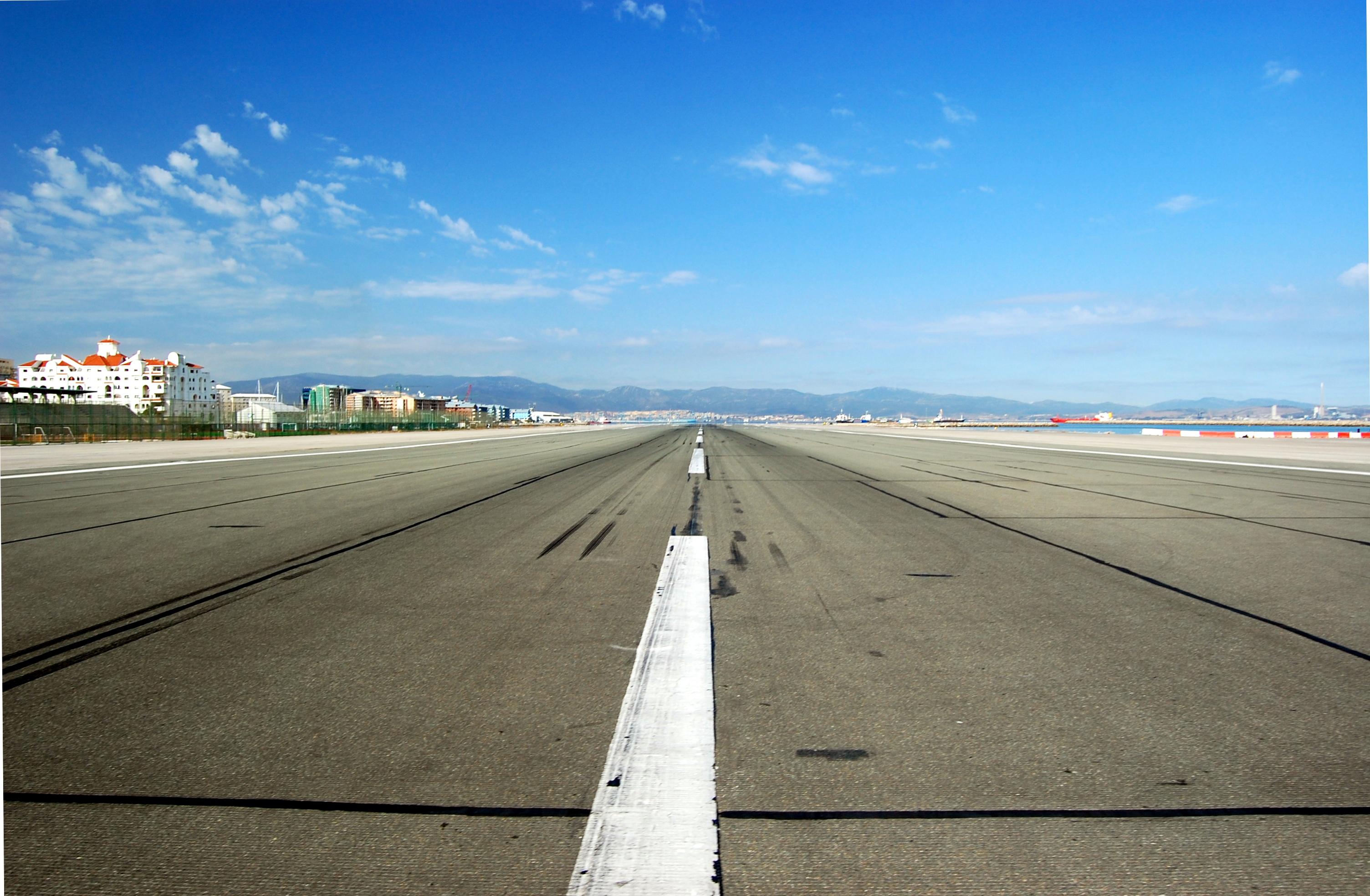
從溫斯頓·丘吉爾大道向西望向跑道
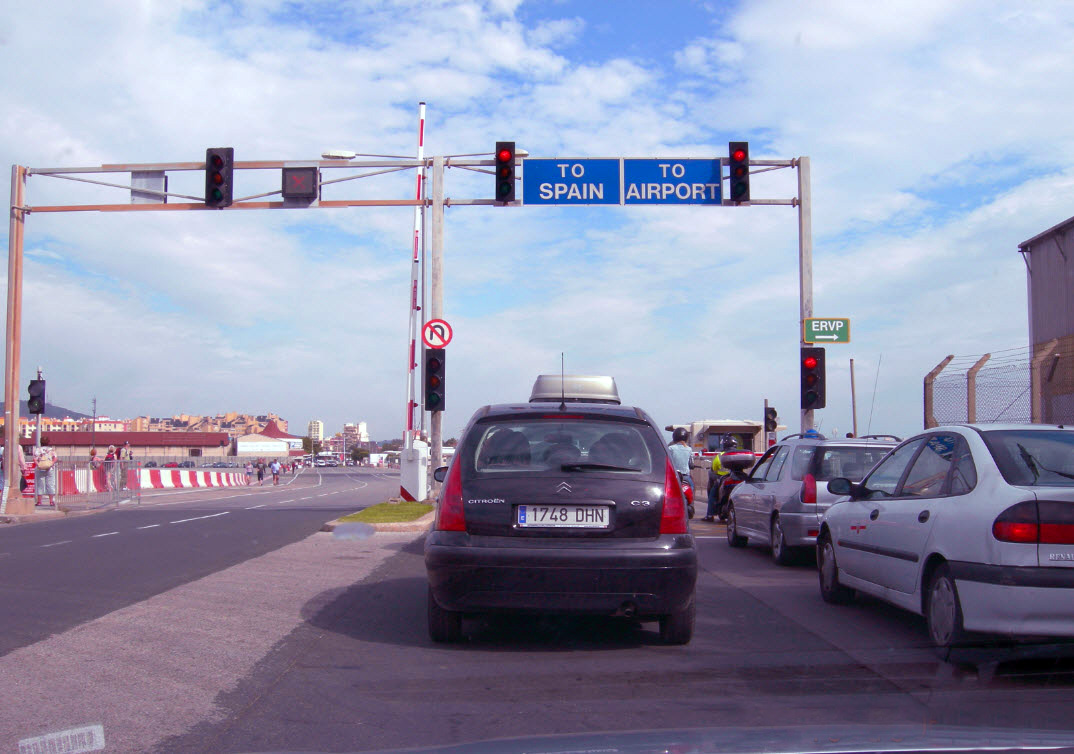
在機場跑道與溫斯頓·丘吉爾大道交匯點的保安檢查站
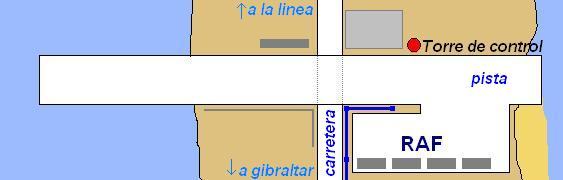
直布罗陀机场平面图

## 軼事
- 溫斯頓·丘吉爾大道（通往西班牙邊境的道路）貫穿機場跑道，每當有飛機升降時，道路就會封閉。
- 此機場是建在從直布羅陀巨巖隧道工程而爆出來的岩石上。

## 外部連結
- 新客運大樓、跑道下道路工程資料的新聞稿
- 新客運大樓的模擬圖片及建築設計
- 直布羅陀機場簡介 （页面存档备份，存于）
- 直布羅陀機場及唯一橫跨跑道道路的相片 （页面存档备份，存于）
- World Aero Data：直布羅陀機場資料